# Saison 11 de Joséphine, ange gardien
 (août 2018).
Si vous disposez d'ouvrages ou d'articles de référence ou si vous connaissez des sites web de qualité traitant du thème abordé ici, merci de compléter l'article en donnant les références utiles à sa vérifiabilité et en les liant à la section « Notes et références ».
Chronologie
Saison 10 Saison 12
Cet article présente les épisodes de la onzième saison de la série télévisée Joséphine, ange gardien.

## Liste des épisodes

### Épisode 1:Ticket gagnant
- France : 27 août 2007 sur TF1

- France :  8,67 millions de téléspectateurs (37,8 %)

- Laurent Ournac : Antoine
- Dorylia Calmel : Amélie
- Jean-Baptiste Martin : Michel
- Marie Rousseau : Jeanne
- Jean-Yves Chatelais : Loïc
- Jean-Luc Borras : Le gardien du chantier
- Philippe Bardy : Le propriétaire du bateau
- Michel Crémadès : Jean-Jacques
- Thomas Cerisola : Arnaud Lessage
- Jim Adhi Limas : M. Chang
- Jean-Bertrand Feitussi : Le patron du bar
- Pascal Sellem : Le barman
- Jean-Pierre Becker : L'inventeur
- Frédérique Quelven : La femme médecin
- Sonia Fillaud : Maryse
- Valérie Vogt : La banquière
- Titouan Laporte : Le gamin
- Laurence Bussone : La mère du gamin
- Éric Soubelet : Le père des cinq enfants
- Sandra Macedo : La mère des cinq enfants
- Daniel-Jean Cassagne : Le réceptionniste de l'hôtel
- Patrick Mazet : L'agent immobilier
- Mireille Rufel : La concierge
- Marc Léonian : Le portier de l'hôtel
- Rémy Roubakha : Le chauffeur de la navette
- Philippe Agède : Le solliciteur 1
- Patrick Della Torre : Le solliciteur 2
- Frédéric Antoine : Le solliciteur 3
- André Feat : L'habitué du bar

Profession de l’épisode : Joséphine est factrice.

### Épisode 2:Profession menteur
- France : 5 novembre 2007 sur TF1

- France :  9,24 millions de téléspectateurs (33,9 %)

- Bruno Debrandt : Frédéric Duval
- Anne Charrier : Estelle Duval, la femme de Frédéric, vétérinaire
- Corentin Daumas : Quentin Duval, fils aîné de Frédéric et Estelle
- Tom Meziane : Thibaut Duval, fils cadet de Frédéric et Estelle
- Jacques Pater : Pierre Duval, le père de Frédéric
- Sylvie Le Brigant : Annick Duval, la mère de Frédéric
- José Paul : Jean-François
- Serge Dupuy : Nathan
- Jeanne Savary : La patronne du magasin de chaussures
- Christiane Bopp : La patronne du magasin de beauté
- Laurent Claret : Le banquier
- Noëlla Dussart : Lucie
- Lyèce Boukhitine : Alex
- Karine Lazard : Valentine Clément
- Pierre Poirot : Le patron de DUCAEZ
- Béatrice Michel : L'employée de l'ANPE
- Eric Franquelin : Jacques Meunier
- Frédéric Anscombre : Collègue 1
- Aymeric Dapsence : Collègue 2
- Laurent Cyr : Bernard
- Samantha Markowic : Nathalie
- Karine Perez : La cliente du magasin de chaussures
- Anatole Thibault : Le serveur
- Alain Azerot : Le docteur Kern
- Elodie Wallace : La candidate du magasin de beauté

Profession de l’épisode : Joséphine est chômeuse.

### Épisode 3:Paris-Broadway
- France : 18 février 2008 sur TF1

- David Lang
- Lionel Cherki

- France :  8,56 millions de téléspectateurs (32,8 %)

- Claire Perot : Olympe Savelli
- Franck Jolly : Christopher Montfort, le metteur en scène de « Paris-Broadway »
- Nathalie Blanc : Margot Montfort, la femme de Christopher et star du spectacle
- Jérôme Bertin : Max, le producteur
- Gabrielle Bonacini : Véro, l’assistante de production
- Julie Cavanna : Nina, candidate du casting
- Catherine Cyler : Marianne Savelli, la mère d’Olympe
- Benoît DuPac : Pierre Mallard, le banquier
- Vincent Martin :  Fred, le patron du bar hôtel
- Charles Petit : Xavier, le fiancé d’Olympe, chef de chantier
- Marc Reed : Peter Crooning, le financeur américain
- Stéphan Wojtowicz : Henri Savelli, alias Danny Sinclair, le père d’Olympe
- Franck Adrien : Le chef de chantier
- Alain Azerot : Le docteur
- Alexandra Bienvenu : L'hôtesse de l'aéroport
- et les danseurs : Christophe de Almeida, Jessica Di Girolamo, Joseph Di Marco, Louya Kounkou Dibert-Bekoy, Yaman Okur, Tatiana Seguin, Abkari Saitouli et Cédric Toyre.

Profession de l’épisode : Joséphine est chanteuse de comédie musicale.

### Épisode 4:Les deux font la paire
- France : 31 mars 2008 sur TF1

- France :  7,26 millions de téléspectateurs (28,3 %)

- Thierry Heckendorn : Matthias, archange de la Brigade de Surveillance des Anges (BSA)
- Jérémie Chaplain : Fred Mercier
- Jean-Louis Tribes : Kirov, le patron du cercle de jeu
- Sonia Vollereaux : Alice Delage, joueuse de poker, patronne du restaurant « Chez Alice »
- Rébecca Stella : Eva, la petite amie de Fred
- Olivier Granier : Victor Mercier, le père de Fred
- Marie Lenoir : Mme Mercier, la mère de Fred
- Frédéric Maranber : Serge
- Jean Barat : Yvan
- Frédéric Sauzay : Franck
- Bertrand Farge : Le capitaine de police
- Karin Swenson : La juge
- Fabien Lucciarini : Marco
- Rémy Roubakha : Le chauffeur de taxi
- Bénédicte Roy : La gérante du magasin DVD
- Laurent Besancon : Alex
- Juliette Tresanini : Laure
- Frédéric Hulné : Le serveur
- Omar Baha : Le surveillant pénitentiaire
- Maurice Gazio : Le client du PMU
- Gilles Louzon : Le déménageur
- Gérard Graillot : Le SDF
- Cyril de La Morandière : L'avocat
- Thierry Stein : Le gendarme
- Laurent Gamelon : l'homme bousculé de l'hôtel (caméo)

Profession de l’épisode : Joséphine est joueuse de poker professionnelle.

### Épisode 5:Le secret des templiers
- France : 21 avril 2008 sur TF1

- France :  7,68 millions de téléspectateurs (30,1 %)[1]

- Annabelle Hettmann : Eléonore
- Lionel Lingelser : Odon
- Jean Dell : Hugues de Bouailles
- Laurent Gamelon : Le duc d'Arcamboise
- Anne Loiret : Anne
- Emmanuel Salinger : Guillaume
- Laurent Le Doyen : Jacques de Torques
- Samuel Cahu : Mathieu
- Emmanuel Courcol : Edouard
- Lise Payen : Agathe
- Marika Soposka : Léa
- Jan Filipensky : Le garde du colosse
- Jan Kostroun : Le médecin en 1207
- Pétra Spindlerova : Hélène
- Katerina Mala : L'infirmière en chef
- Jindrich Hinke : Le convive 1
- Michal Gulyas : Le convive 2
- Petr Filip Le convive 3
- Vilem Udatny : L'assaillant
- Jiri Oliva : Le paysan
- Neli Becirbasicova : Célestine
- Petr Matousek : Le garde du banquet
- Jan Kuzelka : Le chef cuisinier
- Patrik Plesinger : Le médecin en 2007
- Miroslav Horacek : Le majordome

Profession de l’épisode : Joséphine est dame de compagnie.

### Épisode 6:Sur les traces de Yen
- France : 25 août 2008 sur TF1

- France :  7,94 millions de téléspectateurs (35,2 %)

- Alexis Desseaux : Victor Mercier
- Cathy Min Jung : Émilie „May Linh“ Mercier
- Rajanakorn Yuanar : Manh Tien, l‘enfant interprète
- Eric Poulain : Peter
- Thanapat Singamrat : Le directeur
- Kornon Dechvisak : La sous-directrice
- Surithong Sakulthaitumrong : Ngo Thu Ha
- Wallop Thearathong : Le responsable légal
- Krikhirun Plakprasert : Le moine
- Sombat Wongthip : Le capitaine de police
- Padung Kulpath : Le vieux moine
- Benjarat Ngamsompong : La mère de Manh Tien
- Kunarat Srisawat : Le réceptionniste
- Amber Eastman : L'anglaise
- Woottiphong Plaimee : Le portier
- Nittaya Boonkao : Le travailleur
- Weerapong Thaneerat : L'agent de sécurité
- Acazea Cazamacca : Yen

Profession de l’épisode : Joséphine est guide touristique.